# Mireille Duteil
 (avril 2016).
Mireille Duteil est une journaliste et écrivaine française spécialisée dans les questions de politique étrangère et notamment de l'Afrique du Nord, de l'Afrique noire et du Moyen-Orient. Elle est rédactrice en chef adjoint de l'hebdomadaire Le Point.
Mireille Duteil est membre de l'Association de la presse diplomatique.
En décembre 2014, Arrêt sur images révèle que, selon des documents ayant fuité sur internet et dont l'authenticité n'est pas certaine, Mireille Duteil aurait été instrumentalisée et peut-être même rétribuée par les services de renseignement marocain pour participer à une campagne d'influence, en publiant des articles favorables au régime,. Mireille Duteil et la société éditrice du Point déposent alors plainte avec constitution de partie civile pour diffamation publique envers un particulier. Par un jugement du 22 mars 2018, les prévenus sont relaxés.

## Livres publiés
- Action humanitaire pour quoi faire ?, Nathan, 1996.
- Avec Pierre Dévoluy, La Poudrière algérienne - Histoire secrète d'une république sous influence, Calmann-Lévy, 1994.
- Avec Paul Balta et Claudine Rulleau, L’Algérie des Algériens vingt ans après, Paris, Les éditions ouvrières, coll. « Enjeux I », 1981.
- Les Martyrs de Tibhirine – GIA, éd. Brepols, 1996  (ISBN 978-2-503-83035-3).
- Chroniques marocaines et autres histoires du Royaume, Lonely Planet , 2007  (ISBN 978-2-84070-539-0).